# Iagui Siã
Iagui Siã (Yaghi-Siyan) foi o turcomano que serviu de emir seljúcida de Antioquia de 1087/1088 até 1098. Nominalmente era vassalo dos senhores seljúcidas do Bilade Xame (Síria), mas agiu como autonomamente e se envolveu nas disputas dinásticas de sua época. Enfrentou os cristãos da Primeira Cruzada numa tentativa falha de impedir a conquista de Antioquia e terminou morto. Seus domínios seriam a base do futuro Principado de Antioquia.

## Vida
Iagui Siã era um turcomano. Aparece pela primeira vez em 1087/1088, quando foi nomeado emir (governador) de Antioquia, que havia sido tomada de Filareto Bracâmio no fim de 1084 por Solimão I (r. 1077–1086), pelo então sultão Maleque Xá I (r. 1072–1092). Ele conseguiu, por força da flexibilidade política, manter-se em bons termos com o emir de Damasco Tutuxe I (r. 1078–1095). Após a morte de Maleque Xá em 1092, Tutuxe aproveitou a juventude de seus sobrinhos e a anarquia pós-sucessão para tentar tomar vantagem. Em 1093, forçou Iagui Siã e os emires de Alepo (Aque Suncur Alhájibe) e Edessa (Buzã) a segui-lo para lutar no leste contra Barquiaruque, seu sobrinho que assumiu o trono.
Aque Suncur Alhájibe e Buzã desertaram Tutuxe, forçando-o a recuar. Como vingança, em 1094 capturou Alepo e executou ambos, tornando-se assim senhor do Bilade Xame (Síria) e forçando Iagui Siã a se submeter. Em 1095, tentou uma nova expedição contra Barquiaruque, mas foi derrotado e morto em 26 de fevereiro. A Síria foi dividida entre o Sultanato de Alepo sob seu filho mais velho Raduano (r. 1095–1113) e o Emirado de Damasco sob seu filho mais novo Ducaque (r. 1095–1104). Já em fevereiro, Iagui caiu dentro da órbita de influência de Raduano, mas permaneceu um vassalo desleal e abertamente intrigou com Ducaque e Querboga de Moçul contra Raduano. Assim, em 1096, marchou contra Damasco com Raduano, mas o traiu e passou a considerar Ducaque seu suserano. No mesmo ano, incitou Ducaque a atacar Alepo, mas sua ajuda não foi suficiente.
Em 1097, Iagui Siã soube da chegada de uma força cristã que marchava pela Anatólia e derrotou as forças do Sultanato de Rum. As notícias o alarmaram e ele tomou providências. A maior parte de seus súditos eram cristãos gregos, armênios e siríacos, com quem sempre foi tolerante, mas na eminência do perigo só pensou ser possível confiar nos últimos. O patriarca ortodoxo João VII foi preso; muitos líderes cristãos foram expulsos, enquanto outros fugiram; a Catedral de São Pedro foi profanada e se tornou estábulo; e houve alguma perseguição nas vilas e subúrbios de Antioquia, o que compeliu a população a massacrar as guarnições do emir a medida em que os exércitos cristãos avançavam.
O exército cruzado chegou em frente a Antioquia em 21 de outubro. As muralhas da cidade eram sólidas, mas Iagui Siã considerava que se tratava de uma tentativa do imperador bizantino de retomar a cidade. Nisso, partiu em busca de aliados. Raduano, em decorrência de sua traição passada, se recusou a ajudar. Então, buscou ajuda de Ducaque, a quem enviou seu filho Xamece Adaulá, mas o último hesitou e não partiu até dezembro. Ducaque aceitou participar, assim como seu atabegue Toguetequim e o emir de Homs Janá Adaulá. Outro emissário foi enviado a Querboga, que à época dominava toda a Mesopotâmia Superior, e que prontamente atendeu ao pedido, pois, se no fim tomasse Antioquia, isolaria seu rival Raduano. Atrás dele, os sultões de Baguedade e Pérsis prometeram apoio. No meio tempo, Iagui Siã reuniu suas forças e lhes forneceu suprimentos.
A situação era delicada para os cruzados porque não tinham comida e suas pequenas expedições contra os subúrbios de Antioquia eram atacadas por tropas que saíam da cidade. Mais que isso, Boemundo I e Roberto II partiram com grande parte do contingente para garantir provisionamento. Aproveitando essa ausência de parte do exército, Iagui Siã atacou o acampamento em 29 de dezembro, mas foi repelido por Raimundo IV. Por sua vez, em 30 de dezembro, Boemundo e Roberto encontram o exército de Ducaque em Albara, perto de Xaizar, e o derrotam e repeliram para Hama. Suas pesadas baixas, e o clima adverso, fizeram Ducaque retornar para Damasco. Com essa derrota, Iagui Siã enviou a Raduano um pedido de apoio através de seu filho Xamece Adaulá. Raduano lamentou sua inação até o momento, e ao obter novamente o reconhecimento de Iagui Siã como seu vassalo, marchou contra os cruzados com seu primo Soquemã ibne Ortoque. Raduano conseguiu alguns sucessos iniciais, mas foi severamente derrotado por Boemundo em 9 de fevereiro de 1098 perto do lago de Antioquia. Enquanto isso, Iagui Siã reuniu suas forças para um ataque total contra a infantaria cristã quando viu os cavaleiros cruzados retornando triunfantes. Quando soube que Raduano foi derrotado, se retirou para a cidade.
No começo de maio, Querboga marchou em socorro com suas tropas, reforços de Pérsis e Baguedade e vários dos príncipes artúquidas, enquanto que no seu caminho, teria apoio de tropas cedidas por Raduano. Ao longo do caminho, decidiu parar em Edessa, onde sitiou sem sucesso Balduíno I por três semanas. Esse atraso permitiu a Boemundo contactar o armênio antioqueno Firuz, a quem Iagui Siã havia punido por ter se envolvido no mercado negro. Na noite de 2 a 3 de junho, Firuz ajudou os cruzados a tomarem a Torre das Duas Irmãs, e então a cidade. Iagui Siã se assustou com o tumulto e decidiu fugir com 30 servos, enquanto Xamece Adaulá se refugiou na cidadela com soldados. Enquanto lamentava a perda de sua cidade e família, caiu de seu cavalo e foi abandonado por seus servos. Pouco depois, fazendeiros armênios o descobriram, decapitaram e enviaram sua cabeça a Antioquia.É lá que madeireiros armênios o descobrem, decapitam e levam a cabeça a Antioquia. Seu palácio seria depois ocupado por Raimundo.